# Pedisinops
Pedisinops is een monotypisch geslacht van kevers uit de familie van de kortschildkevers (Staphylinidae).

## Soort
- Pedisinops regulus Sawada, 1991